# Parque nacional de Rawa Aopa Watumohae
El parque nacional de Rawa Aopa Watumohai es un parque nacional indonesio, en la isla de Sulawesi, en la provincia de Célebes Suroriental. Fue declarado en 1989, y tiene una superficie de 1050 km². El parque se extiende desde el nivel del mar hasta una altitud de 981 m s. n. m. Contiene el pantano de turba Aopa, el mayor de Sulawesi, y está reconocido como un humedal de importancia internacional. 